# Marcus Hurst
Marcus Hurst (* 12. Oktober 1986) ist ein deutscher Bundesliga-Handballschiedsrichter. 
Zusammen mit Mirko Krag, mit dem er seit 2008 ein Gespann bildet, gelang ihm in der Saison 2013/14 der Aufstieg in den A-Kader des Deutschen Handballbundes (DHB).
Im Hauptberuf ist Marcus Hurst Wirtschaftsjurist und wohnt in Berlin.